# 達耳微眉䲁
達耳微眉䲁，為輻鰭魚綱鳚形目䲁科微眉䲁屬的一種，分布於東大西洋地中海及葡萄牙外海海域，深度1至2公尺，體長可達5.8公分，棲息在沿岸淺水域，以藻類及小型無脊椎動物為食，雌魚產附著性卵，雄魚有護卵行為，生活習性不明。